# Особняк Кшесинской
Особня́к Кшеси́нской (улица Куйбышева, д. № 2—4 / Кронверкский проспект, д. № 1) — памятник архитектуры в стиле модерн в Санкт-Петербурге.

## История здания
Особняк построен в 1904—1906 годах в стиле «северный модерн» по проекту архитектора А. И. фон Гогена для балерины Матильды Кшесинской. В оформлении интерьеров участвовал архитектор А. И. Дмитриев.

### 1917 год
Во время Февральской революции Кшесинская вместе с сыном Владимиром в спешке покинула свой особняк. Опустевшее здание было самовольно занято солдатами мастерских запасного автобронедивизиона. По договорённости с ними Петербургский комитет РСДРП(б), его военная организация, а затем и ЦК РСДРП(б), экспедиция газеты «Правда», редакция газеты «Солдатская правда» перебрались в особняк. С 3 (16) апреля 1917 по 4 (17) июля 1917 здесь работал и произносил речи с балкона особняка В. И. Ленин. Так дом превратился, как писали петроградские газеты, в «главный штаб ленинцев».
Кшесинская предприняла попытки вернуть свою собственность. В письме на имя прокурора Петроградской судебной палаты она просила: «1) Принять меры к освобождению моего дома от посторонних лиц и дать мне возможность спокойно вернуться в него. 2) Начать расследование по делу о разграблении моего имущества в том же доме».
Но прокурор лишь запросил управление запасного автобронедивизиона о «возможности освободить от постоя дом Кшесинской ввиду её ходатайства» и затребовал от комиссариата милиции Петроградского района «дознание о расхищенном имуществе». Тогда по поручению Кшесинской её адвокат присяжный поверенный Владимир Хесин возбудил в суде гражданский иск о выселении. В качестве одного из ответчиков истицей был указан «кандидат прав В. И. Ульянов (лит. псевдоним — Ленин)». Интересы ответчиков взялся представлять адвокат М. Ю. Козловский.
5 мая 1917 года мировой судья 58-го участка Михаил Гаврилович Чистосердов постановил: «Выселить из дома № 2-1 по Б. Дворянской ул. в течение 20 дней» все революционные организации «со всеми проживающими лицами и очистить помещение от их имущества». Иск в отношении В. И. Ульянова был оставлен без рассмотрения в связи с «непроживанием» его в особняке. После этого Центральный и Петербургский комитеты РСДРП(б) вынуждены были официально заявить о выезде из особняка Кшесинской, но военная организация партии наотрез отказалась выполнить судебное решение, а Петербургский комитет также вскоре фактически вернулся обратно.
Утром 6 (19) июля 1917 года в ходе вооружённого конфликта с большевиками правительственные войска заняли здание. Были арестованы семь большевиков, которые всё ещё занимались эвакуацией партийных документов, в том числе охранник В. И. Ленина — Василий Васильев. После этого особняк был занят самокатным батальоном, прибывшим в Петроград. Солдаты хозяйничали в особняке, разрушая и растаскивая всё, что ещё осталось. Адвокат Хесин продолжал подавать новые иски, теперь добиваясь не только возвращения здания прежней владелице, но и возмещения нанесённого ущерба, который он оценил в треть миллиона рублей.
Сама Кшесинская 13 (26) июля выехала из Петрограда в Кисловодск, где её ждал будущий муж — великий князь Андрей Владимирович, а в феврале 1920 года эмигрировала во Францию.
Выселению нежданных гостей из дома посвящена целая тетрадь воспоминаний судьи Чистосердова — она озаглавлена как «Выселение большевиков из особняка Кшесинской». Сейчас тетрадь хранится в Государственном Архиве РФ, в фонде Владимира Тукалевского (главного редактора «Толстовского ежегодника»). Как и Чистосердов, Тукалевский после революции эмигрировал в Финляндию и жил в Териоках — вероятно, именно там автор и передал издателю тетрадь. Материалы так и не были изданы, хотя представляют огромный интерес для юристов.

### После 1917 года
- После Октябрьской революции до 1938 года в особняке размещались учреждения Петросовета, Институт общественного питания, ленинградское отделение Общества старых большевиков.
- В 1938—1956 годах — Музей С. М. Кирова (в 1956 году переведён в «Дом Бенуа» на Каменноостровском пр.).
- С 1957 по 1991 год — Государственный музей Великой Октябрьской социалистической революции. При реконструкции в 1957 году по проекту архитектора Н. Н. Надёжина соединён с бывшим особняком В. Э. Бранта (1909 г., архитектор Р.-Ф. Мельцер) с включением в композицию нового корпуса и устройством вестибюля. Каменные плиты фасада корпуса соответствуют материалу облицовки обоих зданий, но при этом мягко выделяются цветом, а неоклассическая трактовка фасада нового корпуса воспринимается как естественное продолжение форм модерна[4]. В устном завещании Кшесинская одобрила передачу особняка музею[5].

### После 1991 года
После 1991 года в здании располагается Музей политической истории России.
Долгие годы говорили о кладе, якобы спрятанном в особняке. По версии потомка Кшесинской, Константина Севенарда, клад был зарыт на глубине 14 м. Согласно директору музея Е. Г. Артемову, клада в особняке никогда не было, поиск клада продолжен не будет.

## Архитектурные особенности
Здание — классический пример северного модерна — отличается асимметричным планом и композицией разновысоких объёмов. Свободная ритмика разных по размерам окон отвечает расположению помещений. Использовано контрастное сочетание отделочных материалов: красного и серого гранита, облицовочного кирпича и майоликовой плитки, декоративного металла.
Главный фасад особняка обращен на Кронверкский проспект, однако здание не имело входа с улицы. Необходимо было пройти через ворота в небольшой дворик, а затем по парадной лестнице подняться в холл, связанный с помещениями особняка. В нижнем этаже находились служебные помещения, в первом — залы и гостиные для приемов, вечеров и балов, во втором — спальня, детские, ванная, гардеробная и прочие жилые помещения. Внутреннее пространство первого этажа организовано в виде анфилады с остеклённым зимним садом.
Интерьеры особняка отличались стилевой неоднородностью, сочетая в различных помещениях неоклассический стиль, русский ампир и модерн, что обусловлено пожеланиями заказчицы, принимавшей активное участие в выборе интерьерных решений.

Огромные зеркальные окна выходят на Кронверкский проспект и Петропавловскую крепость. У стен обитая шелком белая мебель. В сторону Невы зал замыкается полукруглым выступом, в котором раскинулись громадные пальмы. По камням живописного грота струятся серебристо-голубые ленты воды. За изящной стеклянной дверью множество драпировок из дорогих бархатных тканей. Три массивные двери ведут из зала во внутренние комнаты дворца.

В сентябре 1905 года фон Гоген писал: «Внутренняя отделка задумана без особой роскоши и вообще сравнительно скромная; впрочем, уже по настоящее время она потребовала свыше семидесяти отдельных рисунков». В настоящее время известно около двадцати эскизных чертежей по интерьерам.
Внутреннее оформление было выполнено в стиле неоклассицизма, вестибюль отличает античная сдержанность убранства, только мрамор и бронза. Белый зал был спроецирован А. И. Дмитриевым в стиле ампир с элементами классицизма. Неотъемлемой частью большинства особняков был зимний сад. 
В смежных с Белым залом помещениях находились гостиные и столовая.
В советское время оформление было утрачено, но начиная с середины 1980-х годов частично восстановлено.